# 不条理日記
『不条理日記』 （ふじょうりにっき） は、吾妻ひでおの漫画作品。不条理ギャグ漫画のルーツとされる作品である。
1978年12月に『別冊奇想天外』に1作目が掲載された後、1979年に自販機本『劇画アリス』で5回にわたり連載され、『奇想天外』1979年11月号に1編が掲載された。2006年には『COMICリュウ』創刊号に「不条理日記2006」が掲載されている。

## 概要
SFや漫画のパロディなどの短い不条理ギャグを日記のように並べた作品。 1作目は第10回（1979年）星雲賞コミック部門受賞。この時期の吾妻ひでおブームの直接の引き金となった作品と言える。2000年5月にはNHK「BSマンガ夜話」のテーマにもなっている。

## 初出
- 立志篇 別冊奇想天外 No.6 SF漫画大全集 Part2（奇想天外社、1978年12月）
- しっぷーどとー篇 劇画アリス（アリス出版、1979年5月）
- 回転篇 劇画アリス（アリス出版、1979年6月）
- 帰還篇 劇画アリス（アリス出版、1979年7月）
- 永遠篇 劇画アリス（アリス出版、1979年8月）
- 転生篇 劇画アリス（アリス出版、1979年9月）
- SF大会篇 奇想天外（奇想天外社、1979年11月）
- 不条理日記2006　COMICリュウ（徳間書店、2006年11月）

## 収録単行本
- パラレル狂室　奇想天外コミックス（奇想天外社、1979年6月）※「立志篇」のみ
- 不条理日記　奇想天外コミックス（奇想天外社、1979年12月）
- 天界の宴　アクションコミックスHideo Collection 4（双葉社、1985年2月）※「SF大会篇」を除く
- 陽はまた昇る　アクションコミックスHideo Collection 6（双葉社、1985年4月）※「SF大会篇」のみ
- 定本不条理日記　太田COMICS―芸術漫画叢書（太田出版、1993年3月）
- アズマニア2　ハヤカワコミック文庫（早川書房、1996年5月 ISBN 4-15-030550-1）
- ぶらっとバニー 完全版 1 リュウコミックス（徳間書店、2008年1月 ISBN 978-4199500671）※「不条理日記2006」収録
- 不条理日記 完全版（復刊ドットコム、2019年9月 ISBN 978-4-8354-5695-9）

## クルムヘトロジャン『へろ』
「SF大会編」は、吾妻が星雲賞を受賞した1979年の第10回日本SF大会（MEICON III）を題材にした、一種のレポート漫画であるが、その中に、SF大会の合宿企画で開かれたオークションで、「スタージョンの「にふへんへほう」」、「ベーホの「ふるむまかをめら」」、「クルムヘトロジャンの「へろ」」といった書物が次々とオークションにかけられる場面がある。吾妻は「おー クルムヘトロジャンが!!」と声を上げるが、なぜか参加者たちからにらみつけられ、追われるようにその場を逃げ出す。
『にふへんへほう』は『人間以上』のもじりと思われるが、他の2冊とその著者は実在しない。
ところが、翌1980年の第11回日本SF大会（TOKON VII）で、『不条理日記』のこのシーンを現実化しようとする企画が持ち上がり、実際に『へろ』が、「ウロン文学選集」の第11巻（第1回配本）という設定で制作されることになった。装幀は国書刊行会の「ラテンアメリカ文学叢書」のコピーで、「クルムヘトロジャン著、神羽黎・片野隆之訳、知佳舎発行」という名義となっており、本文のイラストは吾妻ひでお、序文は矢野徹、「月報」には高橋留美子のイラスト、萩尾望都、新井素子、とり・みきらによる小文が寄せられていた。版元の知佳舎は、熱狂的な吾妻ファンだった米沢嘉博が、主宰していたファンジン組織。
限定300部が通しナンバー付きで制作され、2番から30番までがハードカバー革装の特別限定版となっており、1番は吾妻の肉筆原画入りで、これが実際にSF大会でオークションにかけられている。なお「ウロン語」は、吾妻の『やけくそ天使』に登場する架空の言語である。
吾妻による TOKON VII のレポート漫画「ダーティしでおの大冒険」（『奇想天外』1980年10月号）には、吾妻が『へろ』のオークションに遭遇して「だからSFファンのやることは恐ろしいというのだ!」と叫ぶ場面がある。
さらに翌1981年にも、『ふるむまかをめら』が第2回配本として制作された。序文は川又千秋で、「月報」にはいしかわじゅんのイラスト、横田順彌の小文が寄せられた。短編集で、阿島峻訳「ふるむまかをめら」、神羽黎訳「飛翔のための手記」、片野隆之訳「遥かなる旅立ち」、和都ありや訳「緑樹の奥」の4編が収録され、普及版のみが制作された。
吾妻の没後、2020年5月に『復刻版 ウロン文学選集』が復刊ドットコムより限定版として刊行された。
また、とり・みきの『るんるんカンパニー』には、秋田冒険王先生がクルムヘトロジャンの『へれもこそ』という小説を翻訳する場面がある。